# Černovice (ort i Tjeckien, Vysočina)
Černovice är en stad i Tjeckien.   Den ligger i regionen Vysočina, i den centrala delen av landet, 90 km söder om huvudstaden Prag. Černovice ligger 596 meter över havet och antalet invånare är 1 863.
Terrängen runt Černovice är platt, och sluttar västerut.Runt Černovice är det glesbefolkat, med 17 invånare per kvadratkilometer. Närmaste större samhälle är Pacov, 11,3 km norr om Černovice. Omgivningarna runt Černovice är en mosaik av jordbruksmark och naturlig växtlighet.